# アフガン (映画)
『アフガン』（ロシア語原題：9 Рота。直訳は「第9中隊」）は、2005年のロシア映画である。アフガニスタン紛争中の1988年1月7日から8日にかけて行われた3234高地を巡る戦いをもとにした戦争ドラマ。イスラム武装勢力ムジャヒディンと対峙したソ連軍第345親衛独立空挺連隊第9中隊の兵士たちを、実話に基づき描いた作品。ロシア国防省が撮影に全面協力している。

## ストーリー
1979年にソ連の軍事介入による侵攻により始まったアフガニスタン紛争から9年後の1988年、リュタエフらの若い志願兵はクラスノヤルスクを離れ、ウズベク・ソビエト社会主義共和国（現在のウズベキスタン）のフェルガナ盆地にある訓練キャンプで過酷な訓練を受けた後、当時のアフガニスタンの部隊や補給の重要拠点であるバグラム空軍基地に送られ、そこで第9中隊所属の新兵として配属される。第9中隊の任務は、輸送部隊を安全に通過させるための巡回であった。前哨基地のアナヴァ基地で食料などを引渡し、さらに前進して最後の巡回地区に到着後、輸送部隊の通過を見守っていた際にイスラム武装勢力ムジャーヒディーンの攻撃を受けてしまい、輸送部隊と第9中隊に多くの死傷者で出てしまう。その後、第9中隊は最前線に位置する3234高地の守備を命じられるが、イスラム武装勢力はこの高地を奪還すべく兵力を集中して総攻撃を開始した。第9中隊は絶望的な状況の中で決死の戦いを続けるが、敵の圧倒的な兵力を前につぎつぎと兵士たちが倒れていき、生き残った最後の7人で最後の抵抗を試みようとしたとき、2機のMi-24P攻撃ヘリコプターが現れ、高地を攻撃したイスラム武装勢力を殲滅するが、この時、生き残った最後の7人うち6人が戦死して1人が生き残り、その後に到着した増援部隊の部隊長に第9中隊の任務達成を報告する。

## 賞歴
- ロシアニカ賞最優秀作品賞